# Літак АН-225 «Мрія» (срібна монета)
«Літа́к Ан-225 „Мрі́я“» — пам'ятна срібна монета номіналом 20 гривень, випущена Національним банком України, присвячена унікальному широкофюзеляжному надважкому літаку, що призначений для транспортування великогабаритних вантажів вагою до 250 тонн, перший політ якого відбувся в грудні 1988 року. На рахунку літака — 214 національних авіарекордів та 124 світових.
Монету введено в обіг 30 квітня 2002 року. Вона належить до серії «Літаки України».

## Опис монети та характеристики
| Номінал грн. | Метал            | Маса, г      | Діаметр, мм | Якість виготовлення | Гурт                 | Тираж, штук |
| ------------ | ---------------- | ------------ | ----------- | ------------------- | -------------------- | ----------- |
| 20           | срібло 925 проби | 62,2 / 67,25 | 50,0        | пруф                | секторальне рифлення | 2 000       |

### Аверс
На аверсі монети в центрі в намистовому колі зображено малий Державний Герб України в оточенні алегоричної композиції із сонця, стилізованого крила, птахів (праворуч) та зірок, що втілює мрію людства досягти космічних висот, та кругові написи: «УКРАЇНА», «2002», «20», «ГРИВЕНЬ», та також позначення металу та його проби — Ag 925, вага в чистоті — 62,2 та логотип Монетного двору Національного банку України.

### Реверс
На реверсі монети зображено надважкий літак над злітно-посадочною смугою та кругові написи: угорі — «ЛІТАКИ УКРАЇНИ»; унизу — «АН-225 МРІЯ», між цим написом розміщено логотип «АН» — голографічний.

## Автори

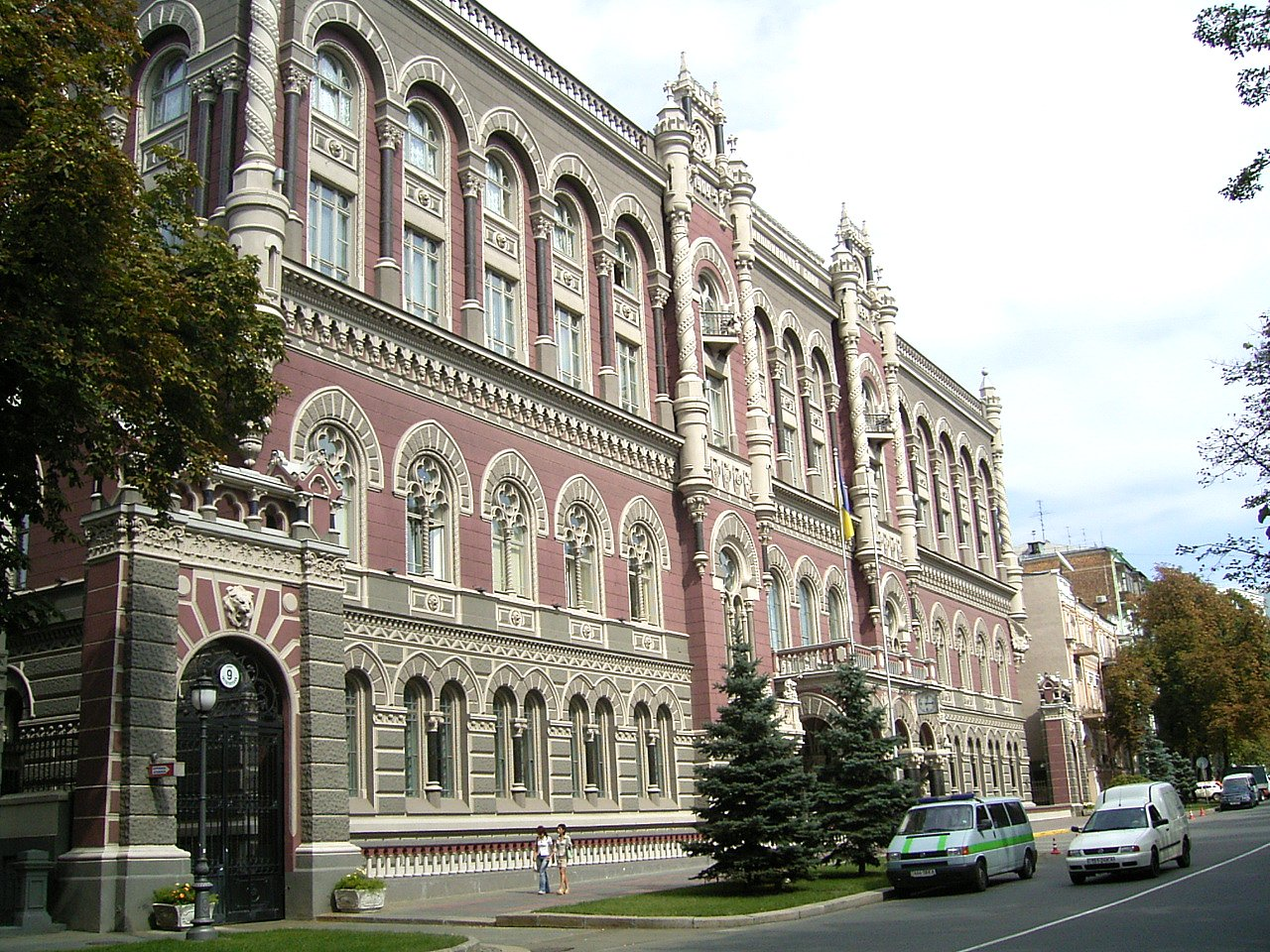
Будівля Національного банку України

- Художник — Дем'яненко Володимир.
- Скульптор — Дем'яненко Володимир.

## Вартість монети
Ціна монети — 990 гривень була вказана на сайті Національного банку України в 2012 році.
Фактична приблизна вартість монети, з роками змінювалася так:
| Рік        | 2010  | 2011   | 2012   | 2013   | 2014   | 2015   | 2016  | 2017   | 2018   | 2019  |
| ---------- | ----- | ------ | ------ | ------ | ------ | ------ | ----- | ------ | ------ | ----- |
| Ціна, грн. | 6 500 | 6 500  | 6 500  | 7 000  | 3 000  | 6 600  | 9 500 | 11 100 | 11 500 | 9 500 |
| Рік        | 2020  | 2021   | 2022   | 2023   | 2024   | 2025   |       |        |        |       |
| Ціна, грн. | 9 800 | 11 000 | 12 000 | 35 000 | 40 000 | 34 000 |       |        |        |       |